# WDC World Darts Championship 1994

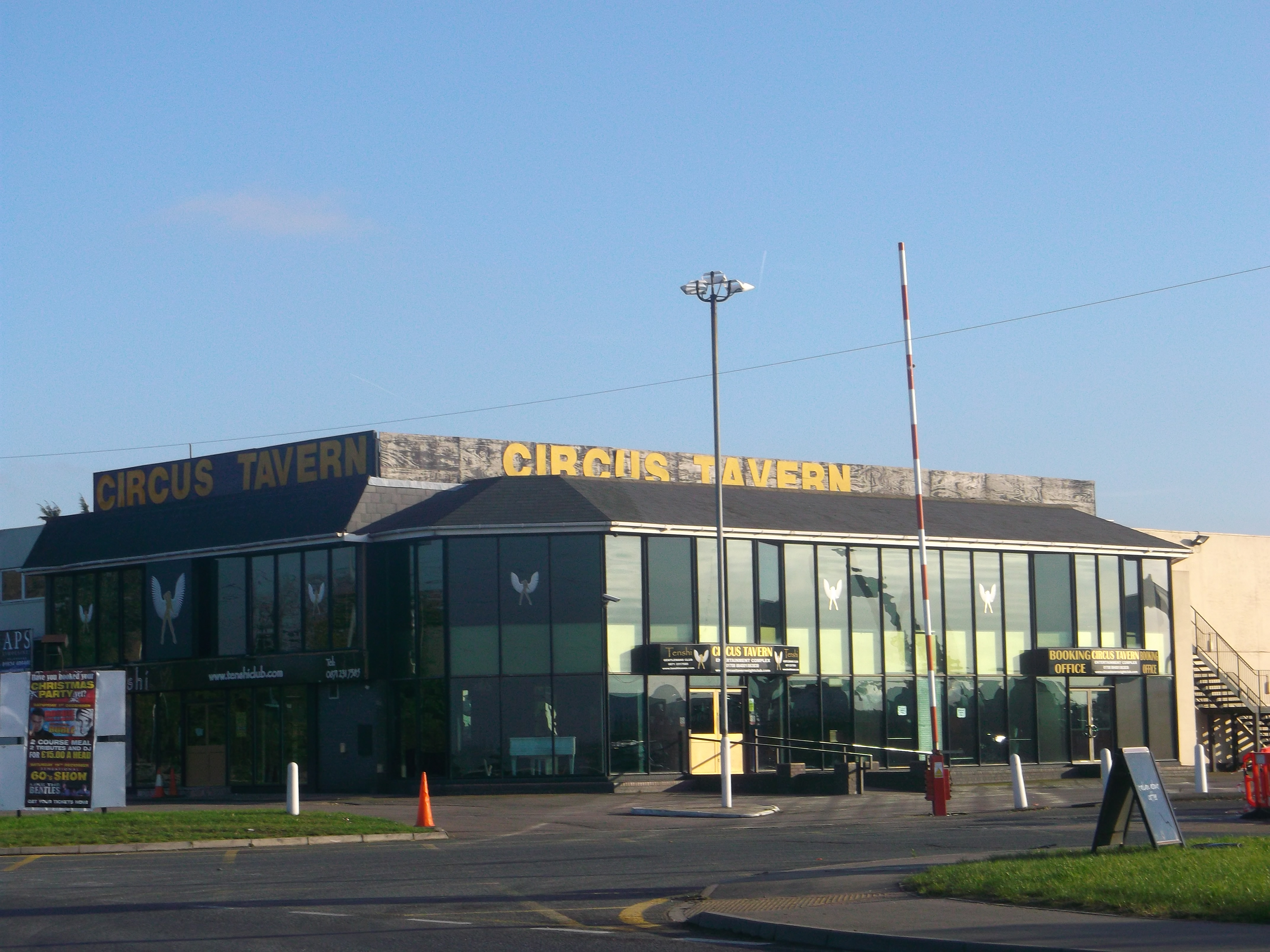
Die Circus Tavern, Austragungsort der Weltmeisterschaft

Die Skol World Darts Championship 1994 wurde vom 26. Dezember 1993 bis zum 2. Januar 1994 in der Circus Tavern in Purfleet, Essex ausgetragen und war die erste vom World Darts Council (WDC, heute PDC) ausgerichtete Weltmeisterschaft nach deren Abspaltung von der British Darts Organisation (BDO). Das Finale gewann der topgesetzte Engländer Dennis Priestley gegen seinen Landsmann Phil Taylor mit 6:1.

## Hintergrund
Nachdem sich zunehmend Sponsoren der British Darts Organisation (BDO) zurückgezogen hatten, seit 1989 mit den Weltmeisterschaften jährlich nurmehr ein Turnier im Fernsehen übertragen wurde und der Verband nicht auf die Forderungen der Spieler eingegangen war, entschlossen sich 16 Spieler zum Verlassen der BDO. Im Januar 1992 gründeten Phil Taylor, Dennis Priestley, Rod Harrington, Alan Warriner, Peter Evison, Richie Gardner, Jocky Wilson, Eric Bristow, Keith Deller, John Lowe, Bob Anderson, Cliff Lazarenko, Kevin Spiolek, Jamie Harvey, Mike Gregory und Chris Johns den „World Darts Council“ (WDC), der sich im Sommer 1997 in Professional Darts Corporation (PDC) umbenannte.
Sechs Tage vor Beginn der BDO World Darts Championship 1994 startete die Weltmeisterschaft der WDC, die von Sky Sports übertragen wurde. Das Preisgeld betrug insgesamt 64.000 Pfund. Die Gründungsmitglieder Mike Gregory und Chris Johns hatten zwischenzeitlich den neuen Verband verlassen und waren zur BDO zurückgekehrt. Sie wurden durch Graeme Stoddart und Kevin Burrows ersetzt, das Teilnehmerfeld wurde außerdem durch sieben US-Amerikaner sowie den Iren Tom Kirby auf insgesamt 24 Spieler aufgestockt.

## Teilnehmer
Die 16 Gründungsmitglieder
1. Dennis Priestley
2. Alan Warriner
3. Bob Anderson
4. Peter Evison
5. Rod Harrington
6. Phil Taylor
7. Kevin Spiolek
8. John Lowe
9. Richie Gardner
10. Jocky Wilson
11. Eric Bristow
12. Keith Deller
13. Cliff Lazarenko
14. Jamie Harvey
15. Graeme Stoddart 1
16. Kevin Burrows 1

7 US-amerikanische Spieler
- Larry Butler
- Sean Downs
- Gerald Verrier
- Jerry Umberger
- Jim Watkins
- Dave Kelly
- Steve Brown

1 Irischer Spieler
- Tom Kirby

## Debütanten
Folgende Spieler nahmen zuvor nicht an einer Auflage der BDO-Weltmeisterschaft teil:
| Setzposition | Spieler         | Ergebnis      |
| ------------ | --------------- | ------------- |
| Q            | Greame Stoddart | Gruppenphase  |
| Q            | Tom Kirby       | Viertelfinale |
| Q            | Kevin Burrows   | Gruppenphase  |
| Q            | Gerald Verrier  | Gruppenphase  |
| Q            | Jim Watkins     | Gruppenphase  |
| Q            | Steve Brown     | 3. Platz      |

## Setzliste
| Nr. | Spieler          | Erreichte Runde |
| --- | ---------------- | --------------- |
| 01. | Dennis Priestley | Sieg            |
| 02. | Alan Warriner    | Viertelfinale   |
| 03. | Bob Anderson     | Viertelfinale   |
| 04. | Peter Evison     | Halbfinale      |

| Nr. | Spieler        | Erreichte Runde |
| --- | -------------- | --------------- |
| 05. | Rod Harrington | Viertelfinale   |
| 06. | Phil Taylor    | Finale          |
| 07. | Kevin Spiolek  | Gruppenphase    |
| 08. | John Lowe      | Gruppenphase    |

## Preisgelder
Insgesamt wurde ein Preisgeld von 64.000 Pfund ausgeschüttet. Dabei erhielten der Weltmeister £ 16.000, der Finalist £ 8.000, die Halbfinalisten £ 5.000 respektive £ 3.000 und die Viertelfinalisten jeweils £ 2.500. Den übrigen Teilnehmern standen jeweils £ 1.500 für den zweiten und £ 1.250 für den dritten Rang in der Gruppenphase zu.

## Turnierplan
Die Teilnehmer wurden in acht Gruppen zu je drei Spielern aufgeteilt. Das erste Match (26. Dezember) einer Gruppe bestritten der gesetzte Spieler A und der ungesetzte B, das zweite Match (27. Dezember) trugen der Verlierer aus Match 1 und der ungesetzte Spieler C aus. Das dritte Match (28. Dezember) wurde zwischen dem Sieger aus Match 1 und Spieler C ausgetragen. Der Gruppensieger zog ins Viertelfinale ein, wo das Turnier im Pokalsystem fortgesetzt wurde.

### Gruppenphase

#### Obere Hälfte
Gruppe A
| Spieler 1              | Ergebnis | Spieler 2             |
| ---------------------- | -------- | --------------------- |
| Dennis Priestley 95,24 | 3:2      | Jocky Wilson 94,39    |
| Jocky Wilson 77,24     | 1:3      | Graeme Stoddart 78,20 |
| Dennis Priestley 86,25 | 3:0      | Graeme Stoddart 86,80 |

| Rang | Spieler              | S | N | Sätze | Punkte |
| ---- | -------------------- | - | - | ----- | ------ |
| 1    | Dennis Priestley (1) | 2 | 0 | 6:2   | 4      |
| 2    | Graeme Stoddart      | 1 | 1 | 3:4   | 2      |
| 3    | Jocky Wilson         | 0 | 2 | 3:6   | 0      |

Gruppe B
| Spieler 1       | Ergebnis | Spieler 2          |
| --------------- | -------- | ------------------ |
| John Lowe 89,95 | 3:2      | Tom Kirby 87,68    |
| Tom Kirby 88,47 | 3:1      | Larry Butler 89,18 |
| John Lowe 82,86 | 2:3      | Larry Butler 81,24 |

| Rang | Spieler       | S | N | Sätze | Punkte |
| ---- | ------------- | - | - | ----- | ------ |
| 1    | Tom Kirby     | 1 | 1 | 5:4   | 4      |
| 2    | John Lowe (8) | 1 | 1 | 5:5   | 2      |
| 3    | Larry Butler  | 1 | 1 | 4:5   | 2      |

Gruppe C
| Spieler 1            | Ergebnis | Spieler 2          |
| -------------------- | -------- | ------------------ |
| Rod Harrington 89,23 | 3:1      | Eric Bristow 78,62 |
| Eric Bristow 82,19   | 3:2      | Sean Downs 79,37   |
| Rod Harrington 90,59 | 3:2      | Sean Downs 83,88   |

| Rang | Spieler            | S | N | Sätze | Punkte |
| ---- | ------------------ | - | - | ----- | ------ |
| 1    | Rod Harrington (5) | 2 | 0 | 6:3   | 4      |
| 2    | Eric Bristow       | 1 | 1 | 4:5   | 2      |
| 3    | Sean Downs         | 0 | 2 | 4:6   | 0      |

Gruppe D
| Spieler 1            | Ergebnis | Spieler 2            |
| -------------------- | -------- | -------------------- |
| Peter Evison 93,40   | 3:0      | Jerry Umberger 81,08 |
| Jerry Umberger 81,06 | 3:0      | Kevin Burrows 77,04  |
| Peter Evison 97,55   | 3:0      | Kevin Burrows 87,58  |

| Rang | Spieler          | S | N | Sätze | Punkte |
| ---- | ---------------- | - | - | ----- | ------ |
| 1    | Peter Evison (4) | 2 | 0 | 6:0   | 4      |
| 2    | Jerry Umberger   | 1 | 1 | 3:3   | 2      |
| 3    | Kevin Burrows    | 0 | 2 | 0:6   | 0      |

#### Untere Hälfte
Gruppe E
| Spieler 1            | Ergebnis | Spieler 2            |
| -------------------- | -------- | -------------------- |
| Bob Anderson 86,97   | 3:0      | Gerald Verrier 82,90 |
| Gerald Verrier 74,43 | 3:0      | Dave Kelly 72,44     |
| Bob Anderson 83,44   | 3:0      | Dave Kelly 75,04     |

| Rang | Spieler          | S | N | Sätze | Punkte |
| ---- | ---------------- | - | - | ----- | ------ |
| 1    | Bob Anderson (3) | 2 | 0 | 6:0   | 4      |
| 2    | Gerald Verrier   | 1 | 1 | 3:3   | 2      |
| 3    | Dave Kelly       | 0 | 2 | 0:6   | 0      |

Gruppe F
| Spieler 1          | Ergebnis | Spieler 2          |
| ------------------ | -------- | ------------------ |
| Phil Taylor 92,57  | 3:1      | Jamie Harvey 90,71 |
| Jamie Harvey 91,36 | 2:3      | Jim Watkins 87,91  |
| Phil Taylor 80,50  | 3:0      | Jim Watkins 78,00  |

| Rang | Spieler         | S | N | Sätze | Punkte |
| ---- | --------------- | - | - | ----- | ------ |
| 1    | Phil Taylor (6) | 2 | 0 | 6:1   | 4      |
| 2    | Jim Watkins     | 1 | 1 | 3:5   | 2      |
| 3    | Jamie Harvey    | 0 | 2 | 3:6   | 0      |

Gruppe G
| Spieler 1           | Ergebnis | Spieler 2          |
| ------------------- | -------- | ------------------ |
| Kevin Spiolek 85,49 | 3:1      | Keith Deller 88,54 |
| Keith Deller 84,57  | 1:3      | Steve Brown 85,92  |
| Kevin Spiolek 84,05 | 0:3      | Steve Brown 92,60  |

| Rang | Spieler           | S | N | Sätze | Punkte |
| ---- | ----------------- | - | - | ----- | ------ |
| 1    | Steve Brown       | 2 | 0 | 6:1   | 4      |
| 2    | Kevin Spiolek (7) | 1 | 1 | 3:4   | 2      |
| 3    | Keith Deller      | 0 | 2 | 2:6   | 0      |

Gruppe H
| Spieler 1             | Ergebnis | Spieler 2             |
| --------------------- | -------- | --------------------- |
| Alan Warriner 87,93   | 3:1      | Ritchie Gardner 81,00 |
| Ritchie Gardner 75,43 | 3:1      | Cliff Lazarenko 77,63 |
| Alan Warriner 85,76   | 3:1      | Cliff Lazarenko 85,57 |

| Rang | Spieler           | S | N | Sätze | Punkte |
| ---- | ----------------- | - | - | ----- | ------ |
| 1    | Alan Warriner (2) | 2 | 0 | 6:2   | 4      |
| 2    | Ritchie Gardner   | 1 | 1 | 4:4   | 2      |
| 3    | Cliff Lazarenko   | 0 | 2 | 2:6   | 0      |

### Viertelfinale, Halbfinale, Finale
Die Überraschung des Turniers war der ungesetzte US-Amerikaner Steve Brown, der sich in der Gruppenphase gegen den gesetzten Kevin Spiolek und im Viertelfinale gegen den an Nummer 2 gesetzten Alan Warriner durchsetzte. Nach der Halbfinalniederlage gegen Phil Taylor besiegte er schließlich Peter Evison deutlich mit 5:1 und belegte damit am Ende den dritten Rang.

|  | Viertelfinale (29. Dezember) | Viertelfinale (29. Dezember) | Viertelfinale (29. Dezember) |  |  | Halbfinale (30. Dezember) | Halbfinale (30. Dezember) | Halbfinale (30. Dezember) |  |  | Finale (2. Januar) | Finale (2. Januar)     | Finale (2. Januar) |
|  |                              |                              |                              |  |  |                           |                           |                           |  |  |                    |                        |                    |
|  | 1                            | Dennis Priestley 90,92       | 4                            |  |  |                           |                           |                           |  |  |                    |                        |                    |
|  |                              | Tom Kirby 84,02              | 2                            |  |  |                           |                           |                           |  |  |                    |                        |                    |
|  |                              |                              |                              |  |  | 1                         | Dennis Priestley 89,56    | 5                         |  |  |                    |                        |                    |
|  |                              |                              |                              |  |  | 4                         | Peter Evison 82,44        | 3                         |  |  |                    |                        |                    |
|  | 5                            | Rod Harrington 89,36         | 1                            |  |  |                           |                           |                           |  |  |                    |                        |                    |
|  | 4                            | Peter Evison 88,80           | 4                            |  |  |                           |                           |                           |  |  |                    |                        |                    |
|  |                              |                              |                              |  |  |                           |                           |                           |  |  | 1                  | Dennis Priestley 92,85 | 6                  |
|  |                              |                              |                              |  |  |                           |                           |                           |  |  | 6                  | Phil Taylor 85,63      | 1                  |
|  | 3                            | Bob Anderson 90,73           | 2                            |  |  |                           |                           |                           |  |  |                    |                        |                    |
|  | 6                            | Phil Taylor 90,22            | 4                            |  |  |                           |                           |                           |  |  |                    |                        |                    |
|  |                              |                              |                              |  |  | 6                         | Phil Taylor 91,20         | 5                         |  |  |                    |                        |                    |
|  |                              |                              |                              |  |  |                           | Steve Brown 89,55         | 0                         |  |  | Spiel um Platz 3   | Spiel um Platz 3       | Spiel um Platz 3   |
|  | 2                            | Alan Warriner 87,69          | 3                            |  |  |                           |                           |                           |  |  | 4                  | Peter Evison 84,48     | 1                  |
|  |                              | Steve Brown 88,12            | 4                            |  |  |                           |                           |                           |  |  |                    | Steve Brown 89,04      | 5                  |

|  |  |
|  |  |

## Statistiken

### Teilnehmer pro Land und Runde
|               | ENG | USA | SCO | IRL | Gesamt |
| ------------- | --- | --- | --- | --- | ------ |
| Finale        | 2   | —   | —   | —   | 2      |
| Halbfinale    | 3   | 1   | —   | —   | 4      |
| Viertelfinale | 6   | 1   | —   | 1   | 8      |
| Vorrunde      | 14  | 7   | 2   | 1   | 24     |
| Gesamt        | 14  | 7   | 2   | 1   | 24     |

### Spielerstatistiken
| Spieler              | Land                                         | Runde                                        | Spiele                                       | Sets                                         | Sets                                         | Legs                                         | Legs                                         | 100+      | 140+      | 180s      | Höchstes Checkout | Checkout 100+ | Checkout Av.% | Average |
| Spieler              | Land                                         | Runde                                        | Spiele                                       | gew.                                         | verl.                                        | gew.                                         | verl.                                        | 100+      | 140+      | 180s      | Höchstes Checkout | Checkout 100+ | Checkout Av.% | Average |
| -------------------- | -------------------------------------------- | -------------------------------------------- | -------------------------------------------- | -------------------------------------------- | -------------------------------------------- | -------------------------------------------- | -------------------------------------------- | --------- | --------- | --------- | ----------------- | ------------- | ------------- | ------- |
| Dennis Priestley     | England                                      | Sieger                                       | 5                                            | 21                                           | 8                                            |                                              |                                              |           |           |           | 160               |               |               | 91,27   |
| Phil Taylor          | England                                      | Finale                                       | 5                                            | 16                                           | 9                                            |                                              |                                              |           |           |           |                   |               |               | 90,56   |
| Steve Brown          | Vereinigte Staaten                           | Dritter                                      | 5                                            | 15                                           | 10                                           |                                              |                                              |           |           |           |                   |               |               | 89,84   |
| Peter Evison         | England                                      | Vierter                                      | 5                                            | 14                                           | 11                                           |                                              |                                              |           |           |           |                   |               |               | 89,33   |
| Bob Anderson         | England                                      | Viertelfinale                                | 3                                            | 8                                            | 4                                            |                                              |                                              |           |           |           |                   |               |               | 87,04   |
| Rod Harrington       | England                                      | Viertelfinale                                | 3                                            | 5                                            | 9                                            |                                              |                                              |           |           |           |                   |               |               | 89,73   |
| Tom Kirby            | Irland                                       | Viertelfinale                                | 3                                            | 7                                            | 8                                            |                                              |                                              |           |           |           |                   |               |               | 86,71   |
| Alan Warriner-Little | England                                      | Viertelfinale                                | 3                                            | 9                                            | 6                                            |                                              |                                              |           |           |           |                   |               |               | 87,33   |
| Eric Bristow         | England                                      | Vorrunde                                     | 2                                            | 4                                            | 5                                            |                                              |                                              |           |           |           |                   |               |               | 80,42   |
| Kevin Burrows        | England                                      | Vorrunde                                     | 2                                            | 0                                            | 6                                            |                                              |                                              |           |           |           |                   |               |               | 82,31   |
| Larry Butler         | Vereinigte Staaten                           | Vorrunde                                     | 2                                            | 4                                            | 5                                            |                                              |                                              |           |           |           |                   |               |               | 85,13   |
| Keith Deller         | England                                      | Vorrunde                                     | 2                                            | 2                                            | 6                                            |                                              |                                              |           |           |           |                   |               |               | 86,55   |
| Sean Downs           | Vereinigte Staaten                           | Vorrunde                                     | 2                                            | 4                                            | 6                                            |                                              |                                              |           |           |           |                   |               |               | 81,54   |
| Ritchie Gardner      | England                                      | Vorrunde                                     | 2                                            | 4                                            | 4                                            |                                              |                                              |           |           |           |                   |               |               | 82,13   |
| Jamie Harvey         | Schottland                                   | Vorrunde                                     | 2                                            | 3                                            | 6                                            |                                              |                                              |           |           |           |                   |               |               | 90,56   |
| Dave Kelly           | Vereinigte Staaten                           | Vorrunde                                     | 2                                            | 0                                            | 6                                            |                                              |                                              |           |           |           |                   |               |               | 73,94   |
| Cliff Lazarenko      | England                                      | Vorrunde                                     | 2                                            | 2                                            | 6                                            |                                              |                                              |           |           |           |                   |               |               | 81,60   |
| John Lowe            | England                                      | Vorrunde                                     | 2                                            | 5                                            | 5                                            |                                              |                                              |           |           |           |                   |               |               | 86,40   |
| Kevin Spiolek        | England                                      | Vorrunde                                     | 2                                            | 3                                            | 4                                            |                                              |                                              |           |           |           |                   |               |               | 84,78   |
| Graeme Stoddart      | England                                      | Vorrunde                                     | 2                                            | 3                                            | 4                                            |                                              |                                              |           |           |           |                   |               |               | 82,07   |
| Jerry Umberger       | Vereinigte Staaten                           | Vorrunde                                     | 2                                            | 3                                            | 3                                            |                                              |                                              |           |           |           |                   |               |               | 81,06   |
| Gerald Verrier       | Vereinigte Staaten                           | Vorrunde                                     | 2                                            | 3                                            | 3                                            |                                              |                                              |           |           |           |                   |               |               | 78,66   |
| Jim Watkins          | Vereinigte Staaten                           | Vorrunde                                     | 2                                            | 3                                            | 5                                            |                                              |                                              |           |           |           |                   |               |               | 82,95   |
| Jocky Wilson         | Schottland                                   | Vorrunde                                     | 2                                            | 3                                            | 6                                            |                                              |                                              |           |           |           |                   |               |               | 85,80   |
| Quelle: Dartsorakel  | Durchschnittswerte (Gesamtwerte in Klammern) | Durchschnittswerte (Gesamtwerte in Klammern) | Durchschnittswerte (Gesamtwerte in Klammern) | Durchschnittswerte (Gesamtwerte in Klammern) | Durchschnittswerte (Gesamtwerte in Klammern) | Durchschnittswerte (Gesamtwerte in Klammern) | Durchschnittswerte (Gesamtwerte in Klammern) | ⌀ n,n (n) | ⌀ n,n (n) | ⌀ n,n (n) | ⌀ n,n (n)         | ⌀ n,n (n)     | ⌀ n,n         | ⌀ 84,90 |

## Nachweise
- Steve Morgan: 25 Years of the PDC World Darts Championship. Scratching Shed Publishing, Leeds 2018, ISBN 978-1999333928.
- Jacques Nieuwlaat: PDC World Championship 1994 - Match results. In: mastercaller.com, abgerufen am 1. Januar 2020.